# Amt Nidda

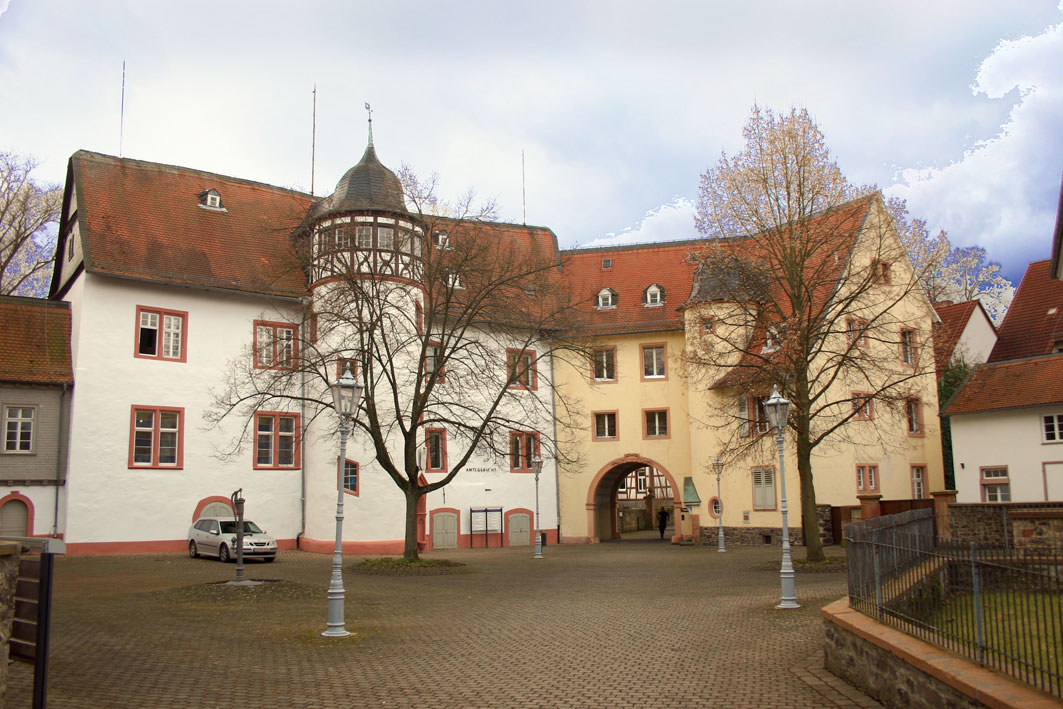
Das Schloss in Nidda war Sitz der Amtmänner des Amts Nidda

Das Amt Nidda (auch Oberamt Nidda) war eine Verwaltungseinheit im Spätmittelalter und in der frühen Neuzeit in der Landgrafschaft Hessen, der Landgrafschaft Hessen-Darmstadt und zuletzt im Großherzogtum Hessen bis 1821. Das Amt ging aus der Grafschaft Nidda hervor, die ab 1450 landgräflich-hessischer Besitz war. Der Amtssitz befand sich in der Stadt Nidda im dortigen Schloss.

## Gliederung
Das Amt Nidda erstreckte sich über Teile der Wetterau bis in den hohen Vogelsberg hinein. Organisatorisch gliederte es sich in drei Bezirke und insgesamt zehn Gerichte. Die Organisation des Amtes geht nach dem Wortlaut der Belehnungsurkunden wohl noch in die Zeit der Zugehörigkeit zu den Grafen von Ziegenhain zurück. Der Amtsbereich umfasste:

### Gericht Nidda
- Das Gericht Nidda mit Schloss und Stadt Nidda und den Dörfern Kohden, Unter-Schmitten, Ober-Schmitten, Eichelsdorf, Rauna, Bellmuth, Wallernhausen, Michelnau und Glashütten sowie dem Hof Finkenloch.

### Gerichte am Vogelsberg
- Das Gericht Rodheim mit den Dörfern Rodheim, Langd, Steinheim und Rabertshausen sowie der Mühle zu Reinhausen.
- Das Gericht Stornfels mit den Dörfern Stornfels, Ulfa, Borsdorf, Ober-Widdersheim und Unter-Widdersheim.
- Das Gericht Burkhards mit den Dörfern Burkhards, Kaulstoß, Herchenhain, Hartmannshain, Busenborn, Eschenrod, Wingershausen, Eichelsachsen und Sichenhausen.
- Das Gericht Crainfeld mit den Dörfern Crainfeld, Grebenhain, Bermuthshain und Ilbeshausen.

### Gerichte in der Fuldischen Mark in der Wetterau
- Das Gericht Dauernheim mit den Dörfern Dauernheim und Blofeld.
- Das Gericht Bingenheim mit den Dörfern Bingenheim und Leidhecken.
- Das Gericht Echzell mit den Dörfern Echzell und Gettenau.
- Das Gericht Berstadt mit dem Dorf Berstadt.
- Das Gericht Fauerbach mit den Dörfern Fauerbach, Ober-Lais und Unter-Lais.

## Geschichte
Mit dem Tod des letzten Grafen von Ziegenhain und Nidda, Johann II., im Jahre 1450 fiel die Grafschaft Nidda an den hessischen Landgrafen Ludwig I. Erbansprüche des Hauses Hohenlohe wurden zurückgewiesen. Der Streit wurde auf dem Wormser Reichstag von 1495 zugunsten Hessens beigelegt. Nach dem Tod Ludwigs I. wurde die Landgrafschaft Hessen unter seinen Söhnen Ludwig II. (Niederhessen) und Heinrich III. (Oberhessen) aufgeteilt, und das in der Nachfolge der Grafschaft stehende hessische Amt Nidda fiel dabei an Heinrich III. Dessen Sohn Wilhelm III. kam am 17. Februar 1500 bei einem Sturz vom Pferd während der Jagd ums Leben und hinterließ keinen legitimen Erben. Hierdurch fiel Oberhessen und damit auch das Amt Nidda an seinen niederhessischen Vetter Wilhelm II.
Unter Landgraf Philipp I. „dem Großmütigen“ erfolgte in den Jahren 1537 und 1555 eine Neuaufnahme und Feststellung des landgräflichen Besitzstandes im Amt Nidda in mehreren Salbüchern. Bei der Teilung Hessens nach dem Tod Philipps I. am 31. März 1567 fiel das Amt Nidda an seinen Sohn Ludwig IV. von Hessen-Marburg. Da dieser ohne Erben blieb, kam es 1604 an seinen Neffen Ludwig V. und somit an die Landgrafschaft Hessen-Darmstadt.
Vom Dreißigjährigen Krieg (1618–1648) wurde das Amt zuerst im Juni 1622 beim Durchzug der Truppen von Christian von Braunschweig-Wolfenbüttel in Mitleidenschaft gezogen. Es kam zu massiven Übergriffen auf die Bevölkerung und zu Plünderungen und Brandschatzungen. Der materielle Schaden in der gesamten Grafschaft Nidda belief sich auf über 344.000 Gulden. Ab 1634 rissen Truppendurchzüge, Einquartierungen und Plünderungen kaum noch ab. 1648 waren weite Teile des Amts Nidda verwüstet.
Im Ehevertrag des Erblandgrafen Ludwig VI. von 1649 waren Schloss, Stadt und Amt Nidda vorübergehend als Wittum für seine Gemahlin Marie Elisabeth vorgesehen. Der in Finanznöten steckende Landgraf verpfändete die Grafschaft Nidda ab 1668/69 zeitweise an Herzog Ernst I. von Sachsen-Gotha-Altenburg. Erst sein Sohn Ernst Ludwig konnte 1692 die Pfandschaft wieder ablösen.
Während des Pfälzischen Erbfolgekrieges suchte der landgräfliche Hof zeitweise in Nidda Zuflucht, weshalb hier am 17. Juni 1693 Prinz Karl Wilhelm von Hessen-Darmstadt geboren wurde.
Die Jagdleidenschaft Landgraf Ernst Ludwigs und seines Sohnes Ludwig VIII. führte zur zeitweiligen Nutzung der Schlösser in Nidda und Bingenheim als Jagdschlösser. Eigens für die aufwendigen Parforcejagden entstand 1723 das Jagdschloss Zwiefalten bei Eichelsachsen im Gericht Burkhards. Noch zusätzlich belastet wurden die landgräflichen Untertanen im Amt Nidda durch die zeitweilige Besetzung durch französische Truppen im Siebenjährigen Krieg (1756–1763) und die von diesen erzwungenen Fouragelieferungen. Erst mit dem Regierungsantritts Ludwigs IX. 1768 fand der kostspielige landgräfliche Jagdbetrieb im Vogelsberg ein Ende. Kurz zuvor erfolgte eine Massenauswanderung in das Russische Kaiserreich (→ Wolgadeutsche), darunter allein 52 Personen aus dem Bereich der heutigen Stadt Nidda.
Durch die von Friedrich Karl von Moser geleitete Landkommission wurde 1774 für die zusammengefassten Ämter Nidda und Lißberg eine Zahl von 2.327 Haushaltungen erfasst. Der Verbesserung der Wirtschaftslage diente unter anderem der Ausbau der Saline in Salzhausen 1776–1786. Weitere Fortschritte wurden durch den Beginn der Koalitionskriege zunichtegemacht. 1792 kam es zum Durchmarsch preußischer Truppen, 1794–1795 bezogen österreichische Truppen Winterquartier. Im September 1796 marschierte die französische Sambre- und Maas-Armee auf ihrem Rückzug vor den Österreichern durch die Ämter Nidda und Lißberg. Die Stadt Nidda wurde geplündert, Glashütten und Lißberg als Reaktion auf Gegenwehr aus der Bevölkerung in Brand gesteckt. 1797 war das Amt teilweise von französischen und österreichischen Truppen besetzt.
Die Erhebung der Landgrafschaft Hessen-Darmstadt zum Großherzogtum und der Austritt des Landes aus dem Heiligen Römischen Reich Deutscher Nation am 12. August 1806 tangierte das Amt Nidda nicht, das zunächst weiter bestehen blieb. Erst nach dem Wiener Kongress (1815) kam es zu einer grundlegenden Neuordnung der Verwaltung des Großherzogtums Hessen, das am 17. Dezember 1820 eine eigene Verfassung erhalten hatte.
Am 14. Juli 1821 erging die Bekanntmachung über die Landeseinteilung des Großherzogtums Hessen in Landratsbezirke und Landgerichte. Damit wurde auch das Amt Nidda aufgelöst. An seiner Stelle wurde der Landratsbezirk Nidda gebildet, allerdings mit einem veränderten Gebietszuschnitt. Für die Rechtsprechung zuständig war nunmehr das Landgericht Nidda. Sitz eines hessischen Landrats war Nidda noch bis zum 1. Juli 1874, als der Kreis Nidda aufgelöst wurde. Erhalten blieb zunächst die Funktion als Gerichtssitz. Erst zum 1. Januar 2012 wurde dann auch das Amtsgericht Nidda aufgelöst.

## Verwaltung
An der Spitze der Verwaltung des Amtes Nidda stand der vom Landgrafen bestallte Amtmann. Er entstammte in der Regel dem Adel. Oft hatten die Amtmänner noch weitere landgräfliche Ämter inne. Nicht selten waren sie infolge der Heranziehung zu militärischen oder diplomatischen Diensten für längere Zeit abwesend. Der Amtmann war beritten und wurde von einer Schar Reisiger begleitet. Ihm oblag der Schutz des Amtes nach außen, einschließlich der Regelung von Grenzkonflikten und die Sicherstellung der Botmäßigkeit der Untertanen im Innern.
Für die wirtschaftliche Verwaltung des Amtes zuständig war der Rentmeister, der bei Abwesenheit des Amtmanns auch dessen Kompetenzen wahrnahm. Insbesondere erhob er die landgräflichen Einkünfte in Geld und Naturalien wie die Bede, die Gerichtsbußen, die Zollgelder oder den Weinkauf und auch die Reichssteuern wie den Gemeinen Pfennig oder die Türkensteuer. Außerdem beaufsichtigte er die landgräflichen Besitzungen und Rechte wie Güter, Mühlen und Waldschmieden.
Zur Unterstützung waren dem Rentmeister die Rentschreiber und die Amtsknechte beigegeben. Zu diesen zählten die Reisigen und die Landknechte, die Zöllner, die Schlagbaumwärter, die Förster und die Hühnervögte. Den einzelnen Gerichten standen die Schultheißen vor, den Dörfern die Dorfvorsteher oder Heimbürgen.